# Wolfgang Liebeneiner
Wolfgang Georg Louis Liebeneiner, född 6 oktober 1905 i Liebau (nuv. Lubawka) i Provinsen Schlesien, död 28 november 1987 i Wien i Österrike, var en tysk skådespelare och regissör.

## Filmografi i urval
- Säg ja till livet (1937)
- Gröna hissen (1937)
- Du och jag (1938)
- Yvette (1938)
- Gäckande hatten (1939)
- Bismarck (1940)
- Vem dömer? (1941)
- Magdalena kollrar bort chefen (1941)
- Musikens vagabond (1941)
- Storstadsmelodi (1943)
- Vi har funnit varandra (1949)
- 1 april år 2000 (1952)
- Den heliga lögnen (1954)
- Evig är kärleken (1954)
- Flickorna på reeperbahn (1954)
- Flykten västerut (1956)
- Königin Luise (1957)
- På återseende, Franziska (1957)
- Fröken går i ringen (1957)
- Die Trapp-Familie in Amerika (1958)
- Möte i fjällen (1961)